# Kościół katolicki w Chile
Kościół katolicki w Chile – część powszechnego Kościoła katolickiego i zarazem największy pod względem liczby wiernych związek wyznaniowy obecny w Chile. Według spisu ludności z 2002 roku osoby uważające się za katolików stanowiły w Chile 69,9% populacji powyżej 15 roku życia. Dane z badań opublikowanych w 2020 roku wskazują, że w ciągu dwóch dekad nastąpił spadek odsetka deklarujących przynależność do Kościoła katolickiego i wynosi on obecnie ok. 45% populacji. 

## Historia

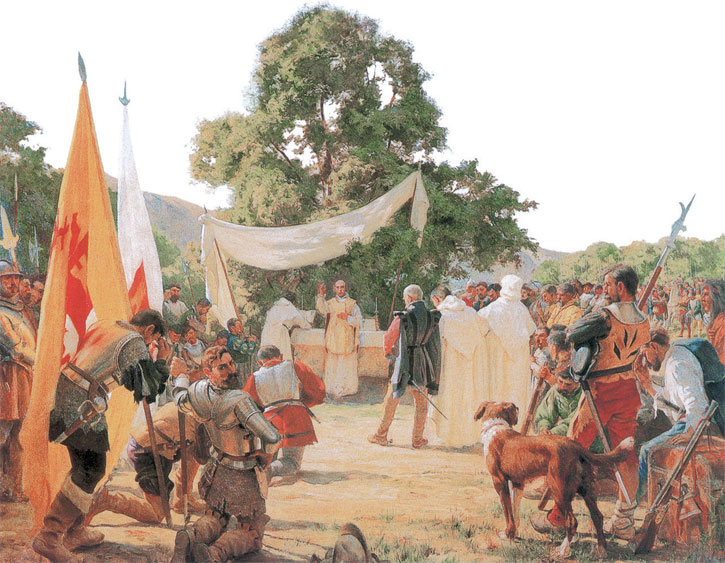
Pierwsza Msza w Chile – obraz pędzla Pedra Subercaseaux Errázuriza

Katolicyzm został sprowadzony do Chile przez hiszpańskich konkwistadorów w latach 40. XVI wieku – pierwszą parafię utworzono w 1547 roku a pierwszą diecezję (Santiago) w roku 1561. Ludność tubylcza środkowej i północnej części obecnego Chile została schrystianizowana do 1650 roku, ciężkie warunki klimatyczne uniemożliwiły natomiast chrystianizację południowej części kraju. Duchowieństwo katolickie założyło pierwsze szkoły i uniwersytety na terenie Chile. Chilijski Kościół został znacząco osłabiony przez kasatę zakonu jezuitów w XVIII wieku. Duchowni katoliccy brali aktywny udział w walkach o niepodległość, a ksiądz Camillo Henriquez uznawany jest za jednego z twórców chilijskiej niepodległości. Po uzyskaniu niepodległości zniesiono w Chile inkwizycję, katolicyzm utrzymał jednak status religii państwowej (z zakazem praktykowania jakiejkolwiek innej), co znalazło odbicie w konstytucjach z 1823 i 1833 roku. Utrzymano odziedziczony po panowaniu hiszpańskim system patronażu. Na przełomie lat 50. i 60. XIX wieku głośna Sprawa zakrystiana doprowadziła do utraty władzy przez klerykalnych konserwatystów, zapoczątkowując okres republiki liberalnej cechującej się tendencjami antyklerykalnymi.
W 1865 roku przyjęto nowelę konstytucyjną wprowadzająca wolność wyznania i swobodę kultu dla niekatolików, a prezydentura Domingo Santa María przyniosła uchwalenie ustaw laickich wprowadzających małżeństwa cywilne, świecki rejestr urodzeń i zgonów oraz cmentarze świeckie.
Rozdział Kościoła i państwa został wprowadzony wraz z uchwaleniem nowej konstytucji w 1925 roku.
W roku 1888 utworzono Uniwersytet Pontyfikalny w Santiago de Chile, do którego z czasem dołączyły inne uczelnie katolickie.
W drugiej połowie XX wieku Kościół katolicki otwarcie opowiadał się za reformą rolną, a w okresie dyktatury Augusto Pinocheta Ugarte bronił praw człowieka.
Po przełomie demokratycznym Kościół jest bardzo krytykowany za konserwatywne stanowisko w takich kwestiach jak przerywanie ciąży, środki antykoncepcyjne, rozwody czy małżeństwa osób tej samej płci. Jednocześnie wielu zwolenników zdobywają wyznania takie jak protestantyzm czy pochodzący ze Stanów Zjednoczonych mormonizm.

## Problem molestowania nieletnich
Trwające od wielu lat skandale dotyczące przestępstw pedofilsko-seksualnych spowodowały kryzys w Kościele oraz „odpływ” części wiernych. Najgłośniejszy przypadek dotyczy wieloletniego duszpasterza konserwatywnych elit politycznych, z czasów junty Augusto Pinocheta – Fernando Karadimy. W 2004 roku został on oskarżony przez kilkoro dorosłych już, dawnych swoich wychowanków, o molestowanie seksualne. W 2010 roku przeprowadzono rozprawę kanoniczną, a w 2011 roku ksiądz Karadima został uznany winnym i odsunięty od posługi kapłańskiej. Dopiero we wrześniu 2018 roku został przez papieża Franciszka usunięty ze stanu duchownego.
Sprawa Karadimy ośmieliła wielu innych wiernych dzięki czemu ujawniono kilkadziesiąt dalszych przypadków pedofilii wśród księży katolickich. Sytuację pogorszyły próby tuszowania problemu pedofilii m.in. przez arcybiskupa Ricardo Ezzatiego i kardynała Francisco Errazuriza. Reakcją części ludności na skandale seksualne i planowaną wizytę papieża Franciszka były demonstracje na ulicach oraz eksplozje bomb podłożonych w sześciu kościołach Santiago de Chile. W trakcie wizyty w Chile w styczniu 2018 roku papież Franciszek prosił ofiary o wybaczenie. W budynku nuncjatury watykańskiej w stolicy spotkał się z ofiarami przemocy seksualnej księży. Sprawę pedofilii miał tuszować biskup Juan Barros, mianowany przez papieża Franciszka w 2015 roku biskupem diecezji Osorno. Papież, który publicznie bronił Juana Barrosa także w trakcie wizyty w Chile uznał, że był niedostatecznie informowany o sprawie.
W wyniku skandalu po trzydniowych rozmowach w Watykanie z papieżem Franciszkiem, 18 maja 2018 wszyscy 34 biskupi należący do episkopatu Kościoła katolickiego w Chile podali się do dymisji w związku z przypadkami nadużyć seksualnych wobec nieletnich lub próbami ich ukrycia. Papież Franciszek nie przyjął dymisji zbiorowej lecz każdy przypadek rozpatruje oddzielnie. 11 czerwca przyjął dymisję arcybiskupa Cristiána Caro Cordero oraz biskupów Gonzalo Duarte Garcíi de Cortázara i Juana de la Cruz Barrosa Madrida; 28 czerwca biskupów: Alejandro Goica Karmelica i Horacio del Carmena Valenzueli Abarci, a 21 września dymisję: Carlosa Pellegrína i Cristiána Enrique Contrerasa Moliny. 11 października papież w wyniku oczywistych aktów wykorzystywania małoletnich wydalił ze stanu kapłańskiego dwóch biskupów chilijskich: Francisco José Coxa Huneeusa, emerytowanego  arcybiskupa La Serena oraz Marco Antonia Órdenesa Fernándeza, emerytowanego biskupa Iquique.

## Lista przewodniczących konferencji episkopatu
- 1957–1958 – José María Caro Rodríguez
- 1958–1962 – Alfredo Silva Santiago
- 1962–1968 – Raúl Silva Henríquez
- 1968–1971 – Jose Manuel Santos
- 1971–1975 – Raúl Silva Henríquez
- 1975–1977 – Juan Francisco Fresno Larrain
- 1978–1979 – Francisco de Borja Valenzuela Ríos
- 1980–1983 – Jose Manuel Santos
- 1984–1987 – Bernardino Piñera Carvallo
- 1988–1992 – Carlos Gonzalez Cruchaga
- 1993–1995 – Fernando Ariztía Ruiz
- 1995–1998 – Carlos Oviedo Cavada
- 1998 – Fernando Ariztía Ruiz
- 1999–2004 – Francisco Javier Errázuriz Ossa
- 2004–2010 – Alejandro Goic Karmelic
- 2010–2016 – Ricardo Ezzati Andrello SDB
- od 2016 – Santiago Silva Retamales

## Struktura

### Metropolia Antofagasta
- Archidiecezja Antofagasta
  - Diecezja San Marcos de Arica
  - Diecezja Iquique
  - Diecezja San Juan Bautista de Calama

### Metropolia Concepción
- Archidiecezja Concepción
  - Diecezja Chillán
  - Diecezja Los Ángeles
  - Diecezja Temuco
  - Diecezja Valdivia
  - Diecezja Villarrica

### Metropolia La Serena
- Archidiecezja La Serena
  - Diecezja Copiapó
  - Prałatura terytorialna Illapel

### Metropolia Puerto Montt
- Archidiecezja Puerto Montt
  - Diecezja Osorno
  - Diecezja Punta Arenas
  - Diecezja Ancud

### Metropolia Santiago de Chile
- Archidiecezja Santiago de Chile
  - Diecezja Linares
  - Diecezja Melipilla
  - Diecezja Rancagua
  - Diecezja San Bernardo
  - Diecezja San Felipe
  - Diecezja Talca
  - Diecezja Valparaíso

### Diecezje podległe bezpośrednio doRzymu
- Ordynariat Polowy Chile
- Wikariat apostolski Aysén